# Consell genètic
El consell genètic o assessorament genètic és un pronòstic en termes de risc de transmetre malalties d'origen genètic a la descendència. Pretén atendre les necessitats i preocupacions de les persones i de les famílies en relació amb la possibilitat de desenvolupar i de transmetre una malaltia genètica i, amb aquesta finalitat, els aporta informació sobre la malaltia genètica i els ajuda a prendre decisions informades sobre la possibilitat de transmetre la malaltia a la descendència.
Aquest consell genètic pot ésser:
- retrospectiu: és proporcionat a la família després del naixement d'un membre afectat per a evitar-ne la propagació en el seu cas.
- prospectiu: és proporcionat a possibles portadors del gen.[1]

La comunicació de risc és un procés educatiu gràcies al qual el conseller genètic intenta interpretar com s'hereta una malaltia genètica i quina probabilitat hi ha que pugui passar-se als fills.